# Gruieri
Gruieri – wieś w Rumunii, w okręgu Vâlcea, w gminie Stoenești. W 2011 roku liczyła 207 mieszkańców.